# Visión Apureña
El diario Visión Apureña, es el medio informativo más leído, y por ende el de mayor circulación, en el Estado Apure, Venezuela nacido y puesto en circulación el 21 de febrero de 1992 por la empresa editora "Diario La Antena C.A.", como producto de la mente empresarial del visionario Pablo Piermattei, que se encargó de crear un periódico actual, incluir máquinas de reproducción de última generación y equipos de vanguardia, además de un personal preparado y con una visión de avanzada y futurista. 
Territorialmente incluye los estados Guárico y Apure, considerados los más representativos de la región llanera en Venezuela, así como también el estado Aragua, cuna de muchas familias provenientes de otros estados de la región de los llanos.
Este periódico se reconoce por ser esencialmente popular e independiente políticamente. El 22 de abril de 2006 se publicó una encuesta realizada por la página web de la Gobernación del Estado Apure y le dio al Diario Visión Apureña el 88,13% de preferencia, gracias a que es el único diario a todo color que circula en todo el estado, manteniendo siempre su calidad y popularidad. Actualmente se mantiene con un 86.5% de preferencia entre los lectores de la región.
- Datos: Q6163923